# Trastorno por atracón
El trastorno por atracón (TA) o ingesta compulsiva (binge eating disorder o BED en inglés) es un trastorno de la conducta alimentaria recientemente descrito como una enfermedad independiente, que se presenta por la ingestión en un período determinado de una cantidad de alimentos que es superior a lo que la mayoría de la gente ingiere en circunstancias similares y la sensación de falta de control sobre lo que se ingiere durante ese episodio. Este trastorno se diferencia de la bulimia en que no presenta conductas compensatorias como la inducción del vómito o el consumo de laxantes luego de la ingesta.Sin embargo, algunos profesionales consideran el TA como un tipo de bulimia, incluyendo ambos diagnósticos dentro del mismo espectro clínico. En la mayoría de los casos, se da un aumento de peso, llegando incluso a la obesidad, como una consecuencia metabólica del trastorno psiquiátrico. El caso clínico típico es el de un paciente que siente periódicos deseos de ingerir alimentos de forma descontrolada (en ocasiones, sobrepasando la ingesta de 6000 calorías diarias), pero, a diferencia de la bulimia, no busca contrarrestar el atracón con conductas compensatorias destinadas a prevenir el aumento de peso, por ejemplo mediante el vómito autoinducido, un uso indebido de laxantes o enemas, o con ejercicio extenuante.
El trastorno por atracón es el trastorno alimenticio más común en los Estados Unidos, que afecta a un 3,5 % de las mujeres y al 2 % de los varones, y es frecuente en hasta un 30 % de aquellos que buscan un tratamiento para bajar de peso. Se describió por primera vez en 1959 por el psiquiatra e investigador Albert Stunkard como "síndrome de alimentación nocturna" (Night Eating Syndrome (NES)), y el término "trastorno por atracón" fue acuñado para describir la misma conducta alimentaria compulsiva, sin la connotación nocturna. El diagnóstico ha sido provisional hasta la publicación de la quinta edición del Manual diagnóstico y estadístico de los trastornos mentales o MDE (DSM-5 por sus siglas en inglés) de 2013, dónde se ha clasificado como un trastorno independiente de la conducta alimentaria. El trastorno por atracón se asocia epidemiológicamente con la obesidad, el sobrepeso y otros trastornos metabólicos, aunque puede darse en individuos con un IMC normal. De hecho, hasta un tercio de los pacientes con diagnóstico actual o reciente del TA no son obesos. Pueden existir factores genéticos que predispongan al desarrollo del trastorno. Este trastorno tiene una alta incidencia de comorbilidad psiquiátrica y se correlaciona genéticamente con múltiples fenotipos neuropsiquiátricos y metabólicos.

## Historia
El trastorno fue descrito por primera vez en 1959 por el psiquiatra e investigador Albert Stunkard como "síndrome de alimentación nocturna" (SAN).El término "atracones" fue acuñado para describir el mismo comportamiento alimentario de tipo atracones pero sin el componente nocturno exclusivo.
En general, hay menos investigaciones sobre el trastorno por atracón en comparación con la anorexia nerviosa y la bulimia nerviosa.

## Causas
Los atracones se han asociado mucho últimamente a síntomas de adicción, en especial a alimentos con alto contenido en azúcar, harina y sal. Esto está en línea con otras teorías de la adicción que no se atribuye a la evitación de los síntomas de abstinencia, sino a un problema principal en los centros de recompensa del cerebro. Para el comedor compulsivo, la ingestión de alimentos fomenta la liberación anormal de neurotransmisores de serotonina y la dopamina. Esto podría ser otra señal de factores neurobiológicos que contribuyen al proceso adictivo. Cada vez se hace más claro que la adicción a la comida tiene mucho más que ver con los receptores de dopamina en el cerebro, que cualquier otro neurotransmisor. La dopamina tiene que ver con los sistemas de recompensa en el cerebro y la adicción a la comida es la causa de la compulsión por comer, ahora llamado por el DSM-5, trastorno por atracón.
Además de los factores biológicos y fisiológicos, se pueden determinar factores de riesgo en adolescentes desde el plano de lo social y psicológico, tales como la insatisfacción con la imagen corporal, disfunción familiar, sintomatología depresiva y estrés percibido. Otras investigaciones también tuvieron en cuenta cuáles son los factores disparadores del atracón, entre ellos se encuentran: tensión emocional, empezar a comer algo y estar solo/a.

## Signos y síntomas
Algunos signos y síntomas que puede manifestar un afectado son:
- Incapacidad para ejercer el control sobre el consumo de alimentos.
- Sentimientos de pérdida de control durante el atracón.
- Consumo inusual de grandes cantidades de alimentos a la vez, mucho más que una persona normal y/o promedio.
- Consumo mucho más rápido durante el episodio de atracón que durante episodios habituales de alimentación.
- Ingieren alimentos hasta sentirse físicamente incómodos (indigestión) y con náuseas, debido a la cantidad de alimentos consumido.
- Come cuando está deprimido, nervioso o aburrido.
- Come grandes cantidades de comida, incluso cuando no tiene hambre.
- A menudo come solo durante los periodos de alimentación normal, debido a sentimientos de vergüenza.
- Se siente disgustado, deprimido o culpable después de comer en exceso.
- Experimenta una rápida ganancia de peso, o incluso un inicio repentino de obesidad .
- Sufre de depresión severa.
- Se irrita con facilidad.

## Diagnóstico
El trastorno por atracón se incluyó por primera vez en el Manual Diagnóstico y Estadístico de los Trastornos Mentales (DSM) en 1994 simplemente como una característica del trastorno alimentario. En 2013 obtuvo el reconocimiento formal como una condición psiquiátrica independiente en el DSM-5. Hasta entonces, el trastorno por atracón se clasificaba como un trastorno alimentario no especificado, una categoría general para los trastornos de la conducta alimentaria que no se incluían en otras categorías definidas como ya lo eran la anorexia nerviosa o la bulimia nerviosa. Antes del DSM-5, esta categoría de trastorno alimentario no especificado, que incluía el trastorno por atracón, era la más frecuentemente diagnosticada.
Debido a que no fue un trastorno psiquiátrico reconocido hasta 2013, ha sido difícil identificar y diagnosticar a los pacientes. Como consecuencia, probablemente haya un infra diagnóstico o casos de pacientes con un diagnóstico incorrecto. Dada la falta de un código de diagnóstico definido que seguir hasta la fecha, los profesionales sanitarios han tenido que recurrir a códigos de diagnóstico ambiguos (dentro de la categoría de trastorno alimentario no especificado).
Por otro lado, la Clasificación Internacional de Enfermedades de la Organización Mundial de la Salud ha proporcionado en los últimos años códigos de diagnóstico para el TA. La última edición, la CIE-11, contiene una entrada específica en la que se define el trastorno por atracón como episodios frecuentes y recurrentes de atracones, acompañados de emociones negativas como la culpa, que no suelen ir seguidos de conductas compensatorias. En ella se definen los principales signos, síntomas y características clínicas como requerimientos para un correcto diagnóstico del paciente. 
Recientemente, investigadores han utilizado estos códigos para desarrollar algoritmos de aprendizaje automático o machine-learning. Estos modelos utilizan datos demográficos, prescripciones de medicación, medidas del IMC y códigos de diagnóstico de pacientes ya diagnosticados con TA para calcular la probabilidad de padecer el trastorno en una cohorte de pacientes sin diagnosticar. En este caso, en un grupo del Center for Disease Neurogenomics, del Departamento de Psiquiatría de la Facultad de Medicina Icahn en Mount Sinai, Nueva York, EEUU; los investigadores han utilizado como cohorte los participantes del programa de investigación genómica Million Veteran Program (MVP). Los principales criterios utilizados como predictores por el modelo han confirmado tener un alto valor predictivo para el diagnóstico del trastorno por atracón. Los estudios con el modelo desarrollado han demostrado una alta precisión y sensibilidad a la hora de predecir el diagnóstico.

## Genómica y genética de la enfermedad

### Identificación de genes asociados al trastorno por atracón
Dada la fuerte correlación de esta enfermedad con la obesidad, no había genes de riesgo para el TA en concreto, aparte de los genes asociados a la obesidad. Por ello, se busca definir la arquitectura genética del TA independientemente. Esto permite una vez más mejorar los manuales para realizar un correcto diagnóstico diferenciando pacientes con obesidad o sobrepeso de los que padecen el TA. Además, conocer la genética asociada a la enfermedad ayuda a entender los mecanismos de la misma, así como a identificar pacientes que posean factores genéticos de predisposición al TA y actuar en prevención. 
Con este objetivo, en investigaciones recientes se han examinado las variantes genéticas asociadas al TA, excluyendo el IMC en estudios de asociación del genoma completo (GWAS, por sus siglas en inglés). Estos análisis estudian los polimorfismos de nucleótido único (SNPs) a lo largo de todo el genoma humano e identifican aquellos asociados a un rasgo concreto, en este caso el TA.
Para el estudio, se desarrolló un GWAS bi-ancestral (población con herencia ancestral europea y africana) de los pacientes de la cohorte del Million Veteran Program (MVP). Al combinar los resultados de ambos GWAS en un meta-análisis de efectos fijados (FEMA) se logró identificar variantes cerca de los loci de los genes LRP1 (no replicado en los grupos individuales), HFE y MCHR2 (replicados en el grupo ancestral europeo pero no en el africano). Ningún loci logró significancia a lo largo del genoma en el grupo ancestral africano. Se sabe que el gen HFE está implicado en la patogenia de la hemocromatosis hereditaria.
Posteriormente, se realizó un meta-análisis en gene-set (MAGMA) para evaluar la asociación entre conjuntos de genes y los rasgos fenotípicos implicados, con el que se identificó también el locus de APOE, gen con implicaciones conocidas en enfermedades cardiovasculares, metabólicas y neurodegenerativas como el Alzheimer.
Para validar estos resultados, se confirma que el IMC se está excluyendo en el modelo y que no falsea los resultados mediante validación interna para controlar que el modelo no se correlaciona genéticamente al IMC. Además, como validación externa se utilizaron otras tres cohortes de pacientes diferentes para confirmar que el modelo utilizado como fenotipo de TA también es capaz de discriminar entre pacientes afectados en otras cohortes. De esta manera, se confirma tanto que el modelo es reproducible como que el estudio es capaz de identificar con éxito variantes genéticas de riesgo en loci cercanos a genes implicados en la enfermedad del trastorno por atracón, independientemente del IMC de los pacientes.

### Correlaciones genéticas con otros rasgos
Se ha identificado que el trastorno por atracón (TA) presenta una alta comorbilidad con otros trastornos psiquiátricos, especialmente con el trastorno bipolar y la depresión mayor. Estudios han encontrado que individuos con TA tienen una mayor prevalencia de trastorno bipolar en comparación con la población general  Además, se ha observado que el TA coexiste frecuentemente con trastornos depresivos y de ansiedad, lo que sugiere una interrelación significativa entre estos trastornos.
Estas asociaciones resaltan la importancia de una evaluación clínica integral que considere la presencia de múltiples trastornos psiquiátricos en pacientes con TA, facilitando así un abordaje terapéutico más efectivo y personalizado

## Mecanismos fisiopatológicos
Con el objetivo de definir los mecanismos que subyacen a la enfermedad, estudios de anotación y mapeo funcional de GWAS (FUMA) han identificado las vías biológicas alteradas en pacientes con la enfermedad, implicando vías del metabolismo del ácido úrico y del hierro. Aunque los estudios concluyen que los resultados relacionados con el ácido úrico pueden deberse a fenotipos de sobrepeso, estudios de asociación a lo largo del fenoma (PheWAS) confirman que en el trastorno por atracón se da un exceso de hierro que no se da en pacientes con un alto IMC. De hecho, casos con sobrepeso se asocian más a fenotipos de déficit de hierro o de anemia ferropénica. Además, polimorfismos en el gen HFE se asocian al TA, gen implicado en la patogenia de la hemocromatosis o sobrecarga de hierro, que podría explicar el fenotipo observado. Ensayos de saturación de la transferrina (biomarcador para estudiar el almacén de hierro y el metabolismo del grupo hemo) confirman la sobrecarga de hierro en el organismo de pacientes con TA.
En estudios de accesibilidad de la cromatina, se ha visto que los linajes neurales son más susceptibles a la influencia de los conductores genéticos del TA, incluyendo las subpoblaciones celulares de neuronas, astrocitos, células gliales y otras células del tejido del sistema nervioso central (SNC). Esto podría explicar los signos psiquiátricos y psicológicos del trastorno por atracón.